# Carlos Sainz jr.
Carlos Sainz Vázquez de Castro   – ook wel genoemd Carlos Sainz jr.
– (Madrid, 1 september 1994) is een Spaans autocoureur en de zoon van voormalig wereldkampioen rally Carlos Sainz. Hij won in 2014 de Formule Renault 3.5 Series. Totdat hij in 2015 voor Toro Rosso zijn Formule 1-debuut maakte, was hij lid van het Red Bull Junior Team. Sinds 2025 komt hij uit voor Williams

## Carrière

### Formule BMW
Tot 2009 reed Sainz in het karting, waar hij onder andere als tweede eindigde in de KF3 en de Junior Monaco Kart Cup won. In 2010 stapte hij over naar het formuleracing in de Europese Formule BMW voor het team EuroInternational. Hij eindigde hier als vierde achter Robin Frijns, Jack Harvey en Timmy Hansen met één overwinning.

### Formule Renault
In 2011 reed Sainz voor het team Koiranen Motorsport in zowel de Eurocup Formule Renault 2.0 als de Formule Renault 2.0 NEC. In beide kampioenschappen had hij Red Bull Junior Team-teamgenoot Daniil Kvjat als teamgenoot. In de Eurocup eindigde Sainz als tweede achter Robin Frijns met vier overwinningen. In de NEC werd hij kampioen met tien overwinningen.

### Formule 3
In 2012 reed Sainz in zowel de Britse als het Europese Formule 3 als de Formule 3 Euroseries voor het team Carlin. Enkele races van deze kampioenschappen vielen samen. In het Britse kampioenschap eindigde Sainz als zesde met vijf overwinningen. In het Europese kampioenschap eindigde hij als vijfde met één overwinning. In de Euroseries eindigde hij als negende met twee tweede plaatsen als beste resultaat.

### GP3
Eind 2012 werd bekend dat Sainz in 2013 in de GP3 Series gaat racen voor het team van MW Arden. Hij wordt hier opnieuw teamgenoot van Kvjat en ook van Robert Vișoiu.

### Formule Renault 3.5 Series
In mei 2013 wordt bekend dat Sainz tweemalig in de Formule Renault 3.5 Series gaat rijden voor de ronde op het Circuit de Monaco en Spa-Francorchamps voor het team Zeta Corse, naast Nick Yelloly en Mihai Marinescu.
In december werd hij bekendgemaakt als rijder in 2014 bij DAMS naast Norman Nato. Met zeven overwinningen, zeven pole positions en zes snelste ronden werd hij kampioen met 227 punten, 35 punten meer dan eveneens Red Bull Junior-coureur Pierre Gasly.

### Formule 1
Sainz mocht in 2014 de Young Driver Test doen op Silverstone bij zowel Red Bull Racing als Toro Rosso. Na afloop van het seizoen testte hij ook één dag voor Red Bull op het Yas Marina Circuit.
In 2015 maakte Sainz zijn officiële Formule 1-debuut voor Toro Rosso, naast de eveneens debuterende Max Verstappen. In zijn eerste seizoen kende hij veel mechanische problemen en eindigde op de vijftiende plaats in het kampioenschap met 18 punten, een zevende plaats tijdens de Grand Prix van de Verenigde Staten was zijn beste resultaat.
In 2016 kwam Sainz opnieuw uit voor Toro Rosso, dat als enige team op de grid met een Ferrari-motor uit het vorige seizoen deelnam. Na vier races werd zijn teamgenoot Verstappen overgeplaatst naar het zusterteam Red Bull Racing en kreeg hij Daniil Kvyat, die op zijn beurt overkwam van Red Bull, als teamgenoot. Sainz behaalde dit seizoen betere resultaten met twee zesde plaatsen in de Verenigde Staten en Brazilië als hoogtepunten. Hij verbeterde zichzelf naar de twaalfde plaats in de eindstand met 46 punten.
In 2017 kwam Sainz een derde seizoen uit bij Toro Rosso. Opnieuw behaalde hij betere resultaten, met een vierde plaats in Singapore als hoogtepunt. Op 15 september 2017 werd bekend dat hij in 2018 na drie jaar Toro Rosso zou overstappen naar het team van Renault. Op 7 oktober 2017 werd bekend dat de overstap al eerder plaats zou vinden: vanaf de Grand Prix van de Verenigde Staten 2017 neemt hij de plaats van Jolyon Palmer over bij het team.
In 2018 kent Sainz een wisselvallig seizoen; zo behaalde hij met een vijfde plaats in Azerbeidzjan het beste resultaat voor Renault sinds zij in 2016 terugkeerden als fabrieksteam, maar in andere races kwam hij ver achter teamgenoot Nico Hülkenberg aan de finish. Toen het team op 3 augustus 2018 bekend maakte dat Daniel Ricciardo in 2019 voor Renault zou rijden, moest Sainz op zoek naar een ander team. Op 16 augustus maakte het team van McLaren bekend dat Sainz in 2019 de tijdelijk gestopte Fernando Alonso zou vervangen.
Op 14 mei 2020 wordt bekend dat Sainz het stoeltje van Sebastian Vettel bij Scuderia Ferrari vanaf 2021 zal overnemen. Ferrari kan in die periode echter niet meekomen met Mercedes en Red Bull Racing. Wel slaagt Sainz er in 2021 in om drie podiums te behalen en om teamgenoot Charles Leclerc te verslaan in het aantal punten.
In 2022 was Ferrari beduidend sterker. Het zou ook in dit seizoen worden waarop Sainz zijn eerste grote successen in de Formule 1 zou behalen. Zo weet hij in Groot-Brittannië zowel zijn eerste pole position alsook zijn eerste overwinning te behalen.
In 2024 moest Sainz de tweede race van het seizoen missen omdat hij te maken kreeg met een blindedarmontsteking. Oliver Bearman was toen zijn vervanger.
In juli 2024 werd aangekondigd dat Carlos Sainz Jr. in het seizoen 2025 de overstap zal maken van Scuderia Ferrari naar het team van Williams.

## Formule 1-carrière

### Teams
| Jaar/Jaren   | Team       |
| ------------ | ---------- |
| 2015 – 2017  | Toro Rosso |
| 2017 – 2018  | Renault    |
| 2019 – 2020  | McLaren    |
| 2021 – 2024  | Ferrari    |
| 2025 – heden | Williams   |

### Statistiek
Onderstaande tabel is bijgewerkt tot en met de Grand Prix van Hongarije 2025.
|                       | 2015 | 2016 | 2017 | 2018 | 2019 | 2020 | 2021 | 2022 | 2023 | 2024 | 2025 * | Totaal           |
| --------------------- | ---- | ---- | ---- | ---- | ---- | ---- | ---- | ---- | ---- | ---- | ------ | ---------------- |
| Aantal races          | 19   | 21   | 20   | 21   | 21   | 17   | 22   | 22   | 22   | 24   | 13 *   | 222 (218 starts) |
| Aantal zeges          | 0    | 0    | 0    | 0    | 0    | 0    | 0    | 1    | 1    | 2    | 0 *    | 4                |
| Aantal pole-positions | 0    | 0    | 0    | 0    | 0    | 0    | 0    | 3    | 2    | 1    | 0 *    | 6                |
| Aantal snelste rondes | 0    | 0    | 0    | 0    | 0    | 1    | 0    | 2    | 0    | 1    | 0 *    | 4                |
| Aantal podiumplaatsen | 0    | 0    | 0    | 0    | 1    | 1    | 4    | 9    | 3    | 9    | 0 *    | 27               |
| Aantal WK-punten      | 18   | 46   | 54   | 53   | 96   | 105  | 164½ | 246  | 200  | 290  | 16 *   | 1288½            |
| Eindstand WK          | 15   | 12   | 9    | 10   | 6    | 6    | 5    | 5    | 7    | 5    | 16 *   |                  |

* Seizoen loopt nog.

### Formule 1-resultaten
| Kleur  | Resultaat                       |
| ------ | ------------------------------- |
| Goud   | Winnaar                         |
| Zilver | Tweede plaats                   |
| Brons  | Derde plaats                    |
| Groen  | Gefinisht (punten behaald)      |
| Blauw  | Gefinisht (geen punten behaald) |
| Blauw  | Niet geklasseerd (NC)           |
| Paars  | Uitgevallen (DNF)               |
| Rood   | Niet gekwalificeerd (DNQ)       |

| Kleur   | Resultaat                              |
| ------- | -------------------------------------- |
| Zwart   | Gediskwalificeerd (DSQ)                |
| Wit     | Niet gestart (DNS)                     |
| Blanco  | Gewond (INJ)                           |
| Blanco  | Uitgesloten (EX)                       |
| Blanco  | Teruggetrokken (WD) / Niet deelgenomen |
| 1, 2, 3 | Sprint positie (punten behaald)        |
| P       | Poleposition                           |
| S       | Snelste ronde                          |

| Jaar  | Inschrijving          | Chassis          | Motor                            | 1       | 2       | 3       | 4        | 5      | 6      | 7       | 8       | 9       | 10      | 11       | 12       | 13      | 14      | 15      | 16      | 17       | 18      | 19       | 20      | 21       | 22      | 23     | 24    | Pos. | Punten |
| ----- | --------------------- | ---------------- | -------------------------------- | ------- | ------- | ------- | -------- | ------ | ------ | ------- | ------- | ------- | ------- | -------- | -------- | ------- | ------- | ------- | ------- | -------- | ------- | -------- | ------- | -------- | ------- | ------ | ----- | ---- | ------ |
| 2015  | Scuderia Toro Rosso   | Toro Rosso STR10 | Renault Energy F1-2015 V6        | AUS 9   | MAL 8   | CHN 13  | BHR DNF  | SPA 9  | MON 10 | CAN 12  | OOS DNF | GBR DNF | HON DNF | BEL DNF  | ITA 11   | SIN 9   | JPN 10  | RUS DNF | VST 7   | MEX 13   | BRA DNF | ABU 11   |         |          |         |        |       | 15   | 18     |
| 2016  | Scuderia Toro Rosso   | Toro Rosso STR11 | Ferrari 060 V6                   | AUS 9   | BHR DNF | CHN 9   | RUS 12   | SPA 6  | MON 8  | CAN 9   | EUR DNF | OOS 8   | GBR 8   | HON 8    | DUI 14   | BEL DNF | ITA 15  | SIN 14  | MAL 11  | JPN 17   | VST 6   | MEX 16   | BRA 6   | ABU DNF  |         |        |       | 12   | 46     |
| 2017  | Scuderia Toro Rosso   | Toro Rosso STR12 | Renault R.E.17 V6                | AUS 8   | CHN 7   | BHR DNF | RUS 10   | SPA 7  | MON 6  | CAN DNF | AZE 8   | OOS DNF | GBR DNF | HON 7    | BEL 10   | ITA 14  | SIN 4   | MAL DNF | JPN DNF |          |         |          |         |          |         |        |       | 9    | 54     |
| 2017  | Renault Sport F1 Team | Renault R.S.17   | Renault R.E.17 V6                |         |         |         |          |        |        |         |         |         |         |          |          |         |         |         |         | VST 7    | MEX DNF | BRA 11   | ABU DNF |          |         |        |       | 9    | 54     |
| 2018  | Renault Sport F1 Team | Renault R.S.18   | Renault R.E.18 V6                | AUS 10  | BHR 11  | CHN 9   | AZE 5    | SPA 7  | MON 10 | CAN 8   | FRA 8   | OOS 12  | GBR DNF | DUI 12   | HON 9    | BEL 11  | ITA 8   | SIN 8   | RUS 17  | JPN 10   | VST 7   | MEX DNF  | BRA 12  | ABU 6    |         |        |       | 10   | 53     |
| 2019  | McLaren F1 Team       | McLaren MCL34    | Renault E-Tech 19 V6             | AUS DNF | BHR 19  | CHN 14  | AZE 7    | SPA 8  | MON 6  | CAN 11  | FRA 6   | OOS 8   | GBR 6   | DUI 5    | HON 5    | BEL DNF | ITA DNF | SIN 12  | RUS 6   | JPN 5    | MEX 13  | VST 8    | BRA 3   | ABU 10   |         |        |       | 6    | 96     |
| 2020  | McLaren F1 Team       | McLaren MCL35    | Renault E-Tech 20                | OOS 5   | STI 10S | HON 9   | GBR 13   | 70J 13 | SPA 6  | BEL DNS | ITA 2   | TOS DNF | RUS DNF | EIF 5    | POR 6    | EMI 7   | TUR 5   | BHR 5   | SAK 4   | ABU 6    |         |          |         |          |         |        |       | 6    | 105    |
| 2021  | Scuderia Ferrari      | Ferrari SF21     | Ferrari 065/6 1.6 V6 t           | BHR 8   | EMI 5   | POR 11  | SPA 7    | MON 2  | AZE 8  | FRA 11  | STI 6   | OOS 5   | GBR 6   | HON 3    | BEL 10 ‡ | NED 7   | ITA 6   | RUS 3   | TUR 8   | VST 7    | MXS 6   | SAP *36  | QAT 7   | SAR 8    | ABU 3   |        |       | 5    | 164½   |
| 2022  | Scuderia Ferrari      | Ferrari F1-75    | Ferrari 066/7 V6                 | BHR 2   | SAR 3   | AUS DNF | EMI 4DNF | MIA 3  | SPA 4  | MON 2   | AZE DNF | CAN 2S  | GBR 1P  | OOS 3DNF | FRA 5S   | HON 4   | BEL 3P  | NED 8   | ITA 4   | SIN 3    | JPN DNF | VST DNFP | MXS 5   | SAP 23   | ABU 4   |        |       | 5    | 246    |
| 2023  | Scuderia Ferrari      | Ferrari SF-23    | Ferrari 066/10 V6                | BHR 4   | SAR 6   | AUS 12  | AZE 5    | MIA 5  | MON 8  | SPA 5   | CAN 5   | OOS 36  | GBR 10  | HON 8    | BEL 4DNF | NED 5   | ITA 3P  | SIN 1P  | JPN 6   | QAT 6DNS | VST 63  | MXS 4    | SAP 86  | LSV 6    | ABU 18† |        |       | 7    | 200    |
| 2024  | Scuderia Ferrari      | Ferrari SF-24    | Ferrari 066/12 V6                | BHR 3   | SAR WD  | AUS 1   | JPN 3    | CHN 5  | MIA 5  | EMI 5   | MON 3   | CAN DNF | SPA 6   | OOS 53   | GBR 5S   | HON 6   | BEL 6   | NED 5   | ITA 4   | AZE 18†  | SIN 7   | VST 2    | MXS 1P  | SAP 5DNF | LSV 3   | QAT 46 | ABU 2 | 5    | 290    |
| 2025* | Williams Racing       | Williams FW47    | Mercedes F1 M16 E Performance V6 | AUS DNF | CHN 10  | JPN 14  | BHR DNF  | SAR 8  | MIA 9  | EMI 8   | MON 10  | SPA 14  | CAN 10  | OOS DNS  | GBR 12   | BEL 618 | HON 14  | NED 0   | ITA 0   | AZE 0    | SIN 0   | VST 0    | MXS 0   | SAP 0    | LSV 0   | QAT 0  | ABU 0 | 16*  | 16*    |
| Jaar  | Inschrijving          | Chassis          | Motor                            | 1       | 2       | 3       | 4        | 5      | 6      | 7       | 8       | 9       | 10      | 11       | 12       | 13      | 14      | 15      | 16      | 17       | 18      | 19       | 20      | 21       | 22      | 23     | 24    | Pos. | Punten |

- ‡ Halve punten werden toegekend tijdens de GP van België 2021 omdat er minder dan 75% van de wedstrijd was afgelegd door hevige regenval.
- *3 Derde in de sprintkwalificatie.
- † Uitgevallen maar wel geklasseerd omdat er meer dan 90% van de race-afstand werd afgelegd.
- * Seizoen loopt nog.

### Overwinningen
| Nr. | Grand Prix                           | Team    |
| --- | ------------------------------------ | ------- |
| 1   | Grand Prix van Groot-Brittannië 2022 | Ferrari |
| 2   | Grand Prix van Singapore 2023        | Ferrari |
| 3   | Grand Prix van Australië 2024        | Ferrari |
| 4   | Grand Prix van Mexico-Stad 2024      | Ferrari |

## Galerij

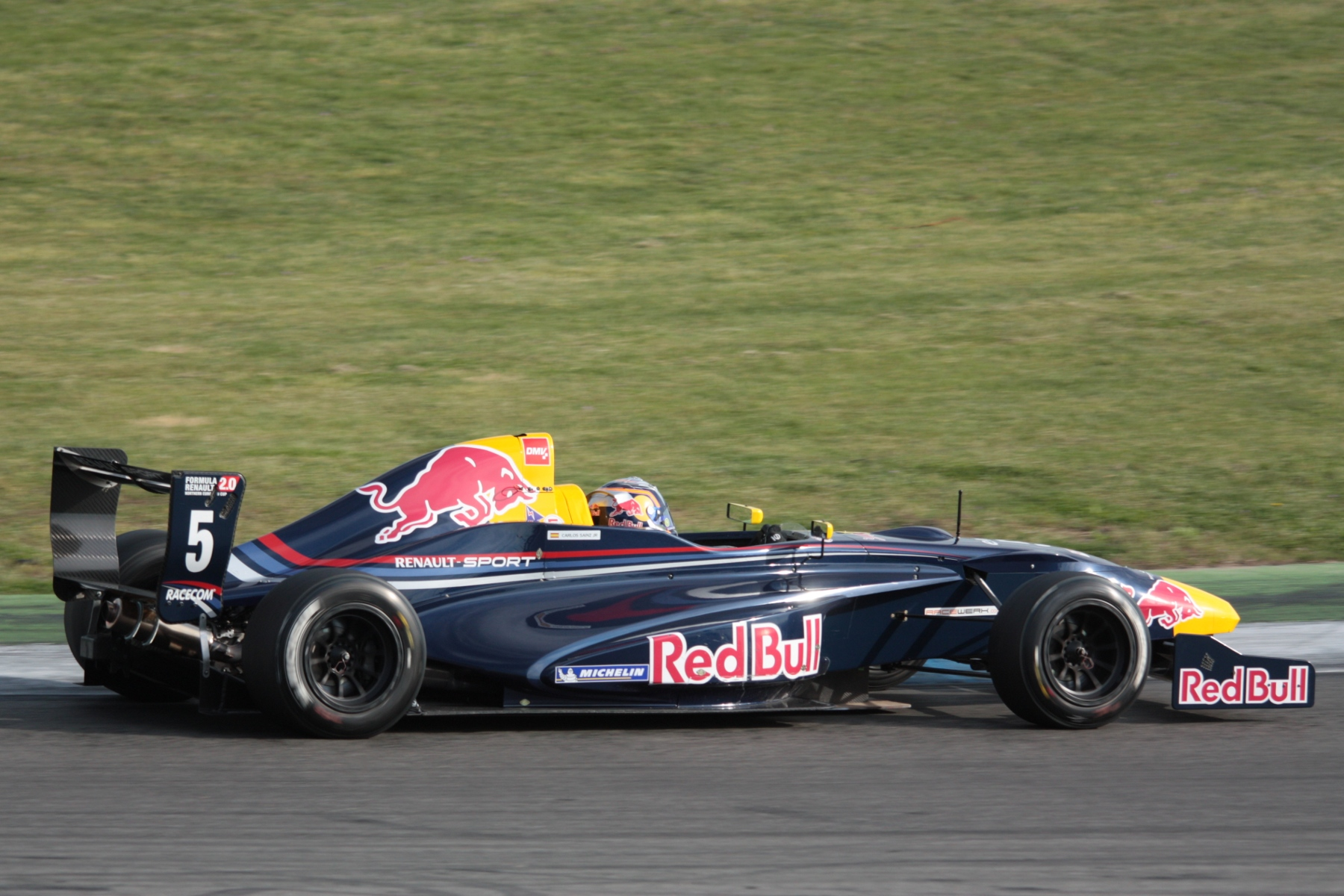
In de Formule Renault 2.0 in 2011.
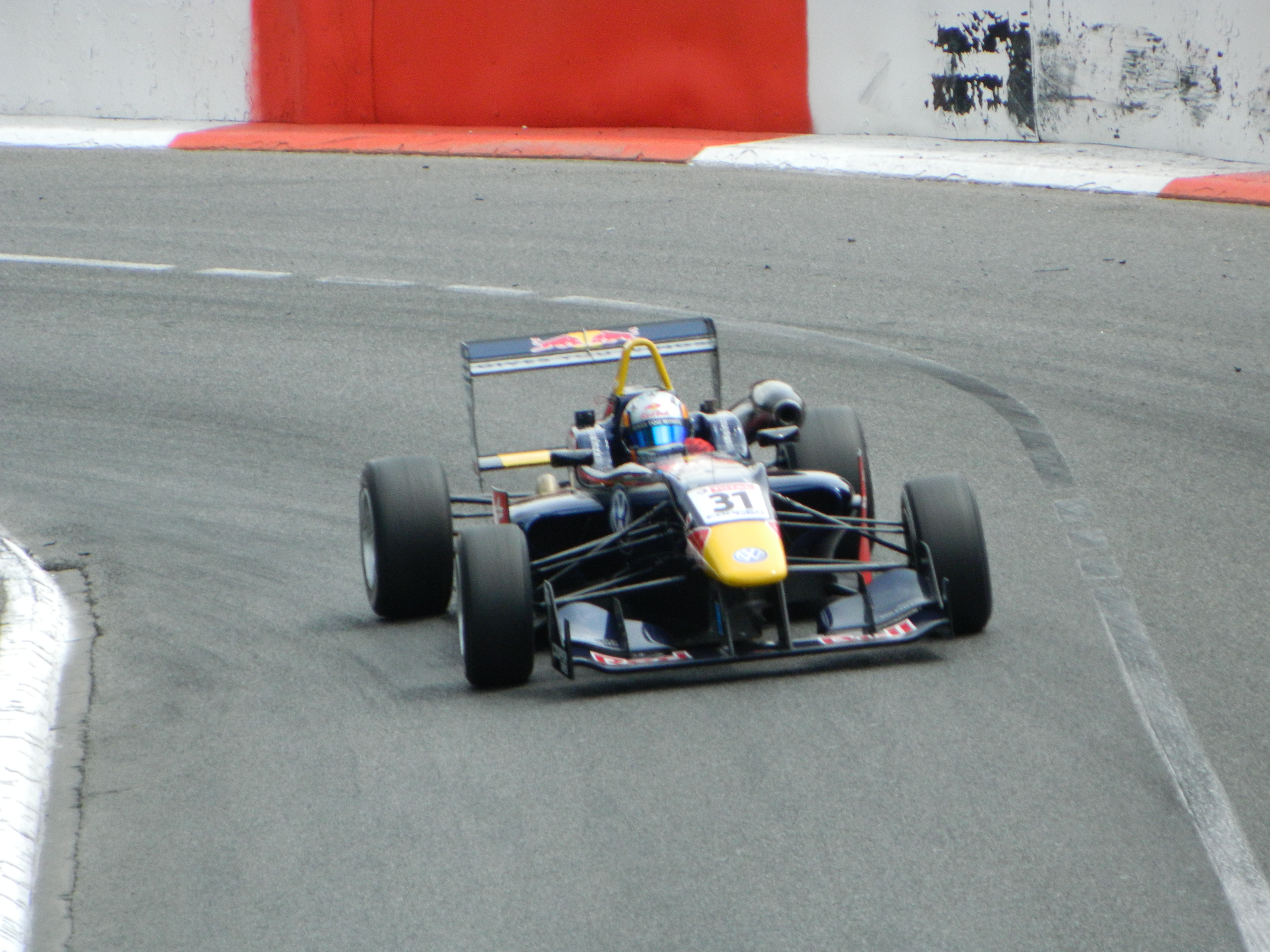
Tijdens de GP de Pau van 2012 in de Formule 3.
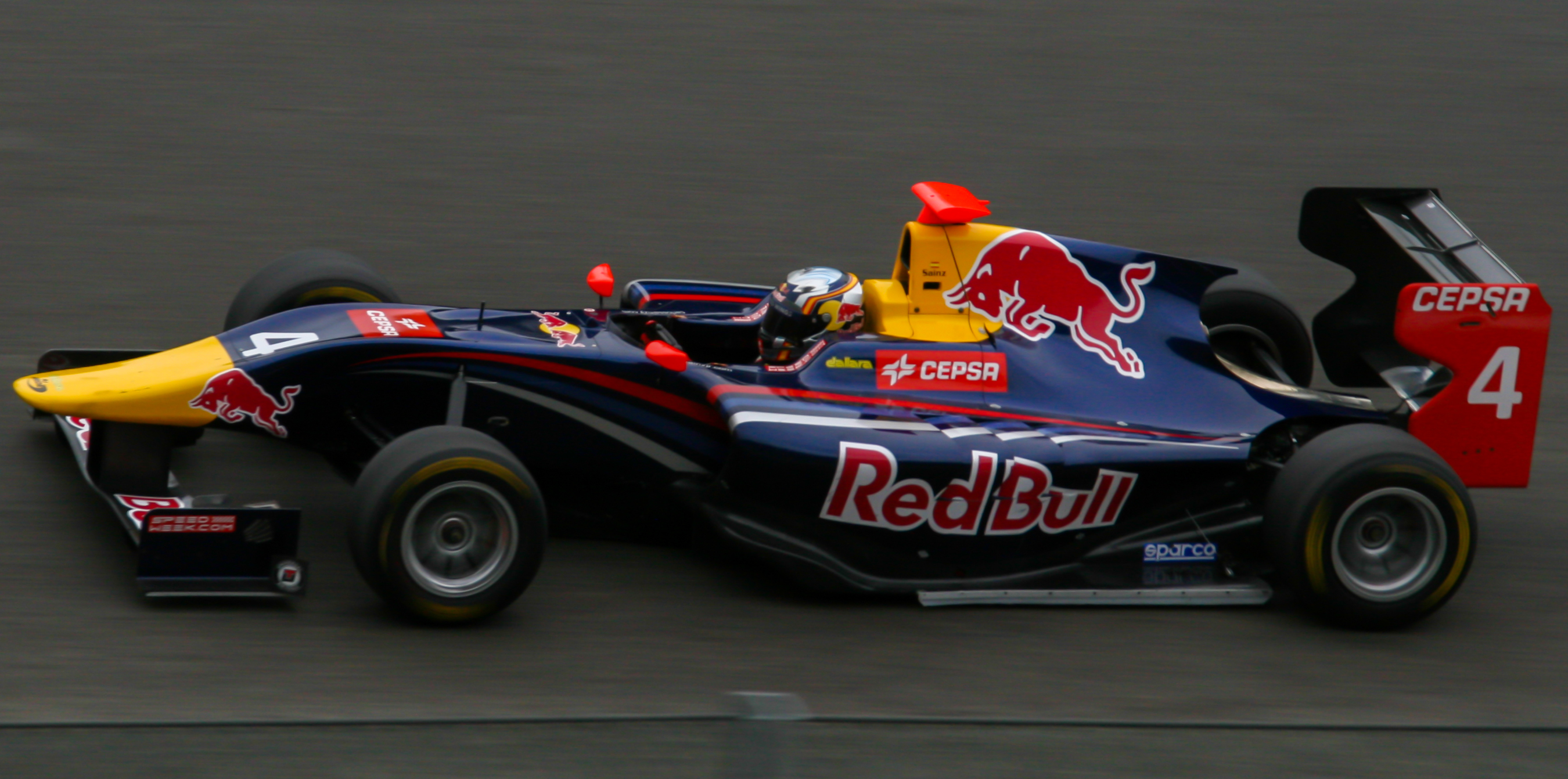
Op Spa-Francorchamps in de GP3 Series in 2013.
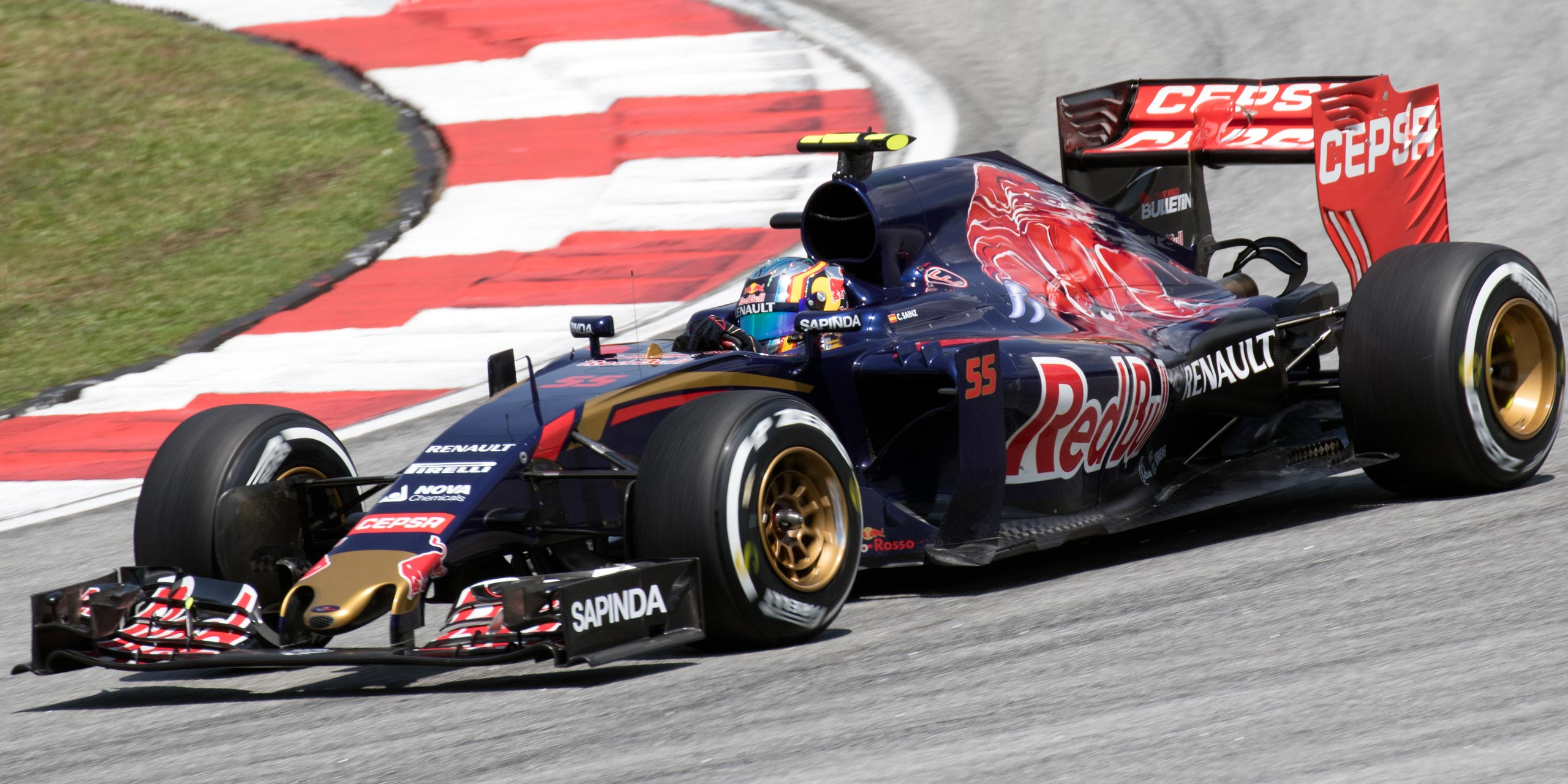
De GP van Maleisië tijdens zijn debuutseizoen in de Formule 1.
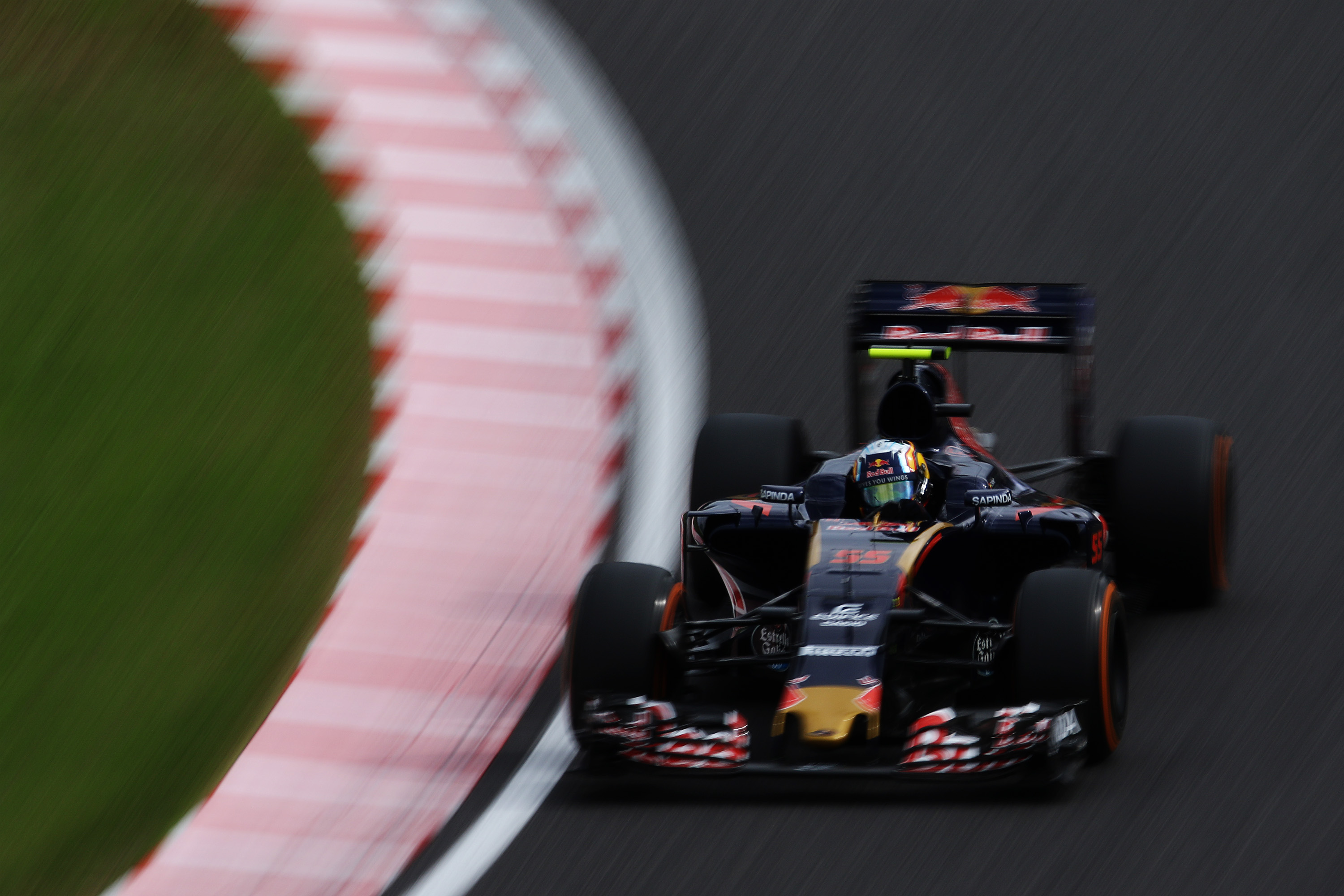
Carlos Sainz jr. voor Toro Rosso tijdens de GP van Japan 2016.
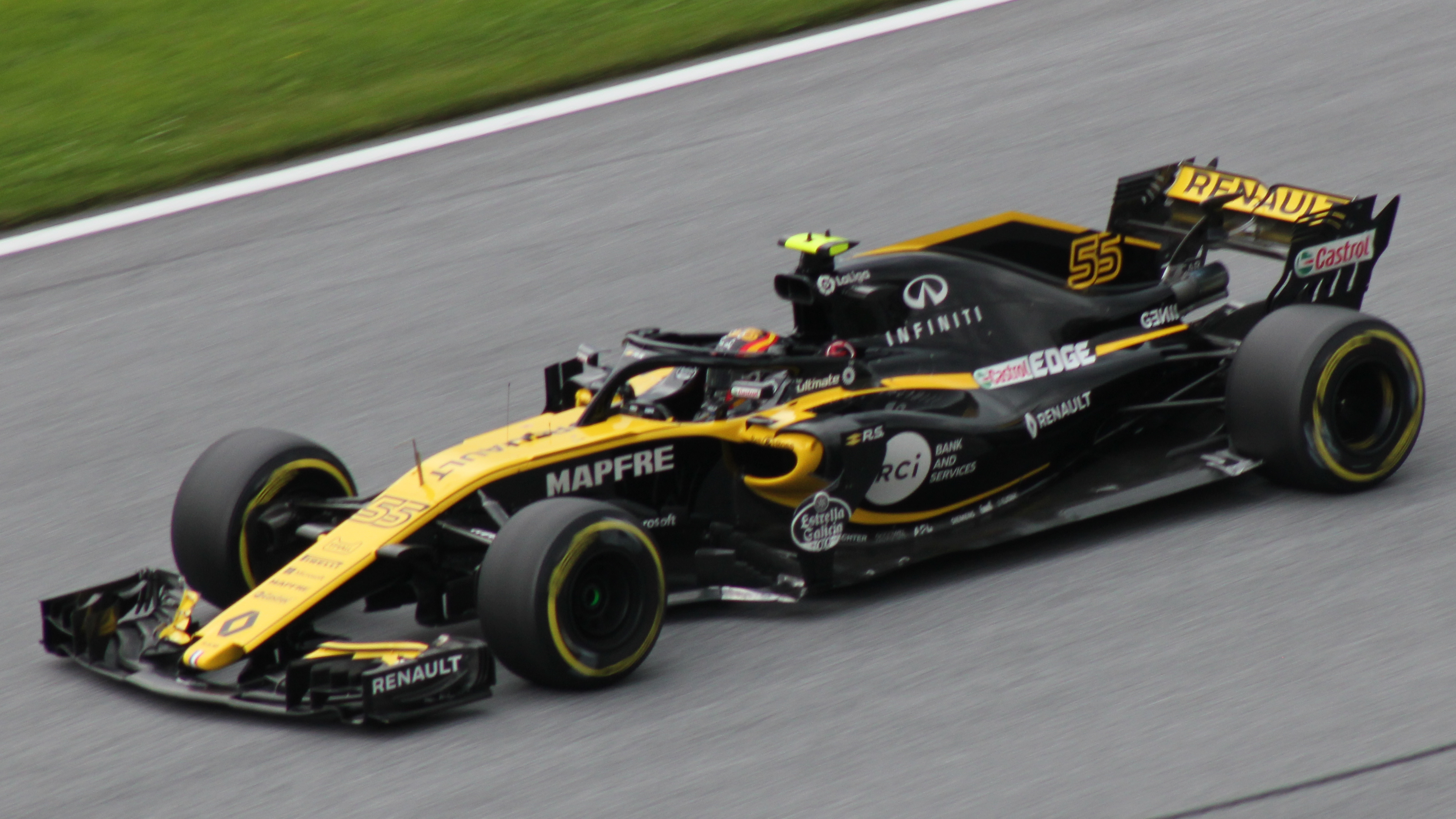
In 2018 rijdt Sainz voor het Renault F1 Team, hier tijdens de GP van Oostenrijk.
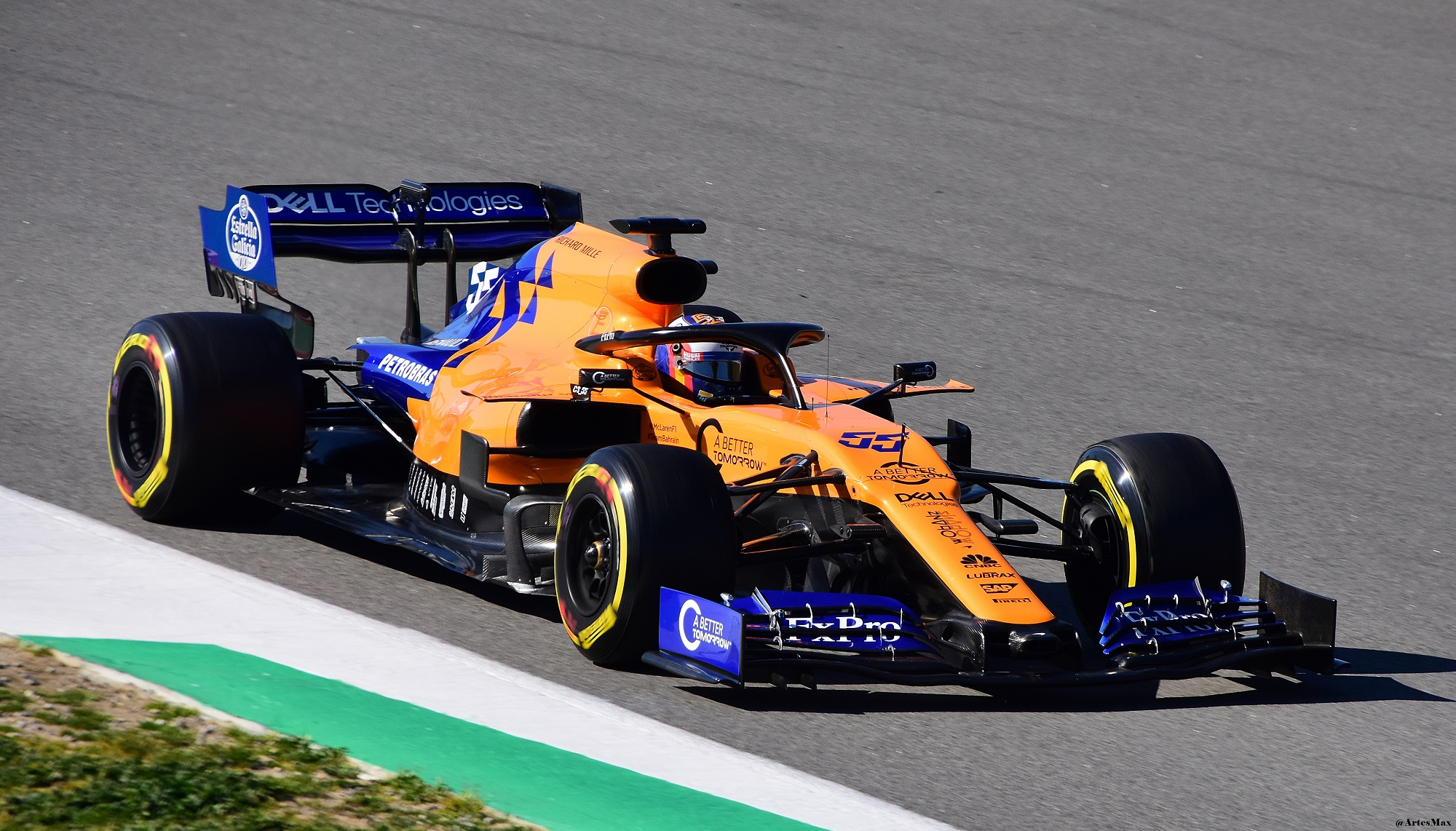
Sainz in de McLaren MCL34 tijdens de wintertestdagen in Barcelona voorafgaand aan het seizoen 2019.
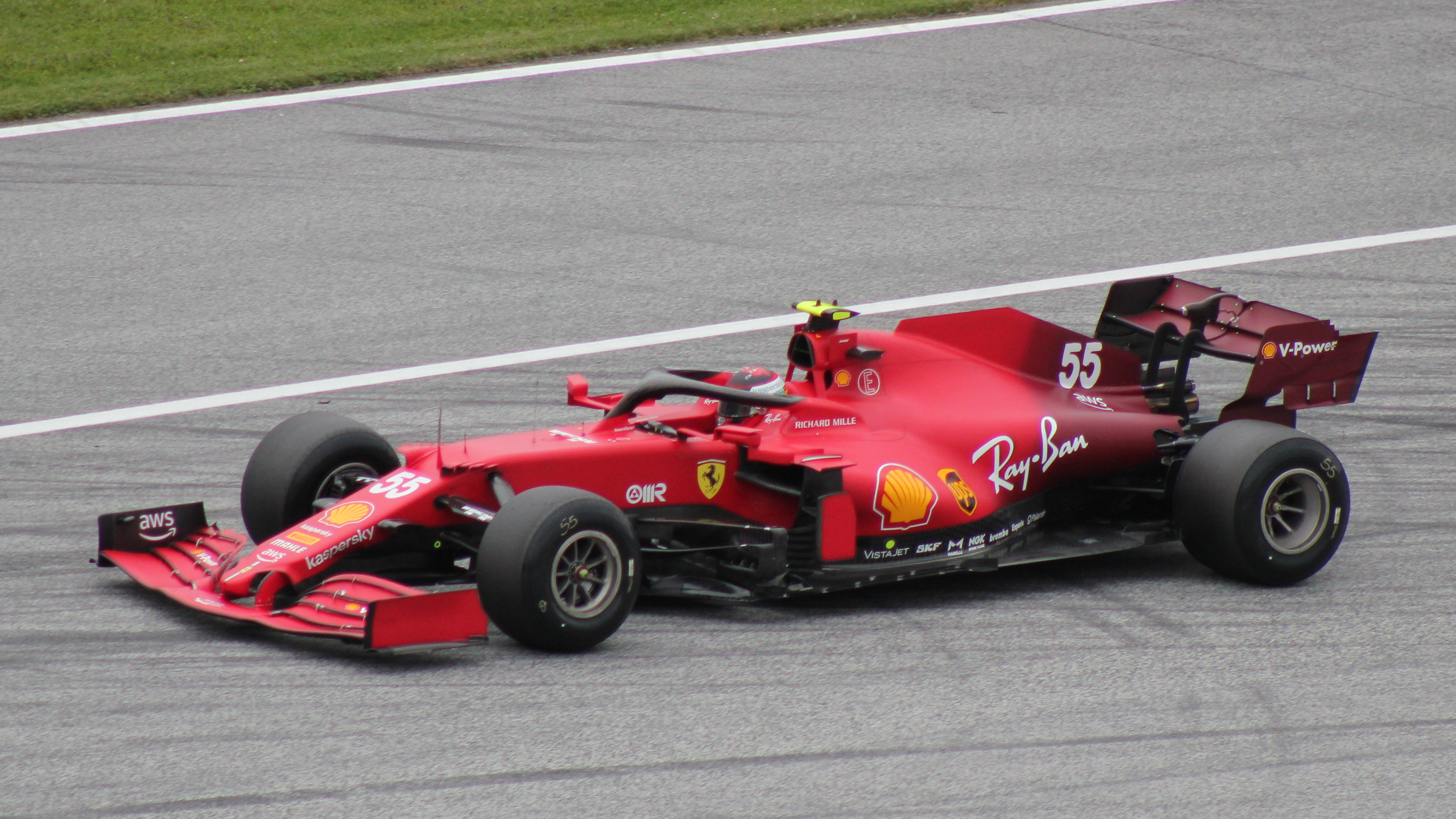
Sainz in de Ferrari in 2021.